# Vesoul
Vesoul là tỉnh lỵ của tỉnh Haute-Saône, thuộc vùng Bourgogne-Franche-Comté của nước Pháp, có dân số là 17.168 người (thời điểm 1999).

## Các thành phố kết nghĩa
- Gerlingen trong bang Baden-Württemberg, Đức từ 1964

## Những người con của thành phố
- Jean-Léon Gérôme (1824-1904), họa sĩ và là nhà điêu khắc